# 淀粉伏革菌目
淀粉伏革菌目（学名：Amylocorticiales）也称黑孢革菌目，是伞菌纲下的一个目。

## 下属分类
本目只包括一个科：
- 淀粉伏革菌科 Amylocorticiaceae

科的地位未定的属：
- Plicatura